# لغات أمازيغية
اللغة الأمازيغية (الاسم الأمازيغي: تمازيغت، نيو-تيفيناغ: ⵜⴰⵎⴰⵣⵉⵖⵜ، تيفيناغ طارقية: ⵜⴰⵎⴰⵣⵉⵗⵜ، ⵝⴰⵎⴰⵣⵉⵗⵝ، بالحرف اللاتيني: Tamaziɣt) هي لغة رسمية في كل من المغرب والجزائر، وهي فرع من عائلة اللغات الأفروآسيوية، ولها صلة باللغتين المصرية والأثيوبية القديمة، وتتألف من مجموعة من اللهجات ذات الصلة التي يتحدث بها الأمازيغ. ولأنها أكثر التقسيمات تجانسا في المجموعات اللغوية الأفروآسيوية، فكان يشار سابقاً للغات الأمازيغية كلغة واحدة خاصة في السياق البحثي الفرنسي. و كانت اللغة الأمازيغية تكتب تقليديًا بخط ليبيكو-أمازيغي القديم، الموجود الآن في شكل تفيناغ. وتعد أبجدية تفيناغ من أقدم الأبجديات في العالم، وتختلف كليًا عن الأبجديتين العربية واللاتينية. كانت تستخدم منذ أكثر من ألفي عام قبل الميلاد، وقد تغيّرت هذه الأبجدية على مر السنين، لتستقر أخيرًا على شكلها الحالي منذ 500 عام، وكانت تستخدم للتعبير عن الطقوس الدينية والقومية والثقافية.
يتحدث بالأمازيغية عدد كبير من سكان المغرب والجزائر، وعدد أقل في ليبيا وتونس وشمال مالي وغرب وشمال النيجر وشمال بوركينا فاسو وموريتانيا وفي واحة سيوة في مصر. كما تعيش أعداد كبيرة من المهاجرين الناطقين باللغة الأمازيغية في أوروبا، ويبلغ عددهم اليوم 4 ملايين نسمة، ويمتد على مدى ثلاثة أجيال، منذ خمسينيات القرن العشرين. وفي 10 يونيو 2010 أقر مجلس النواب المغربي استخدام الأمازيغية كلغة رسمية في المغرب، ووضع خطط لإدراجها في المؤسسات الرسمية والحياة اليومية.
يعد عدد الأمازيغ إثنيا أعلى بكثير من عدد المتحدثين بالأمازيغية. كما أن الغوانش في جزر الكناري كانوا يتحدثون بالأمازيغية قبل أن يقضي الاستعمار الإسباني على اللغة الأمازيغية فيها. وعلى الرغم من كونهم قد أصبحوا إسبانيي اللغة إلا أنهم لا يزالون يرون أنفسهم أمازيغًا ويسعى الكثير منهم إلى إحياء ودعم اللغة الأمازيغية في جزر الكناري.
في 27 يونيو 2024 أدرجت شركة غوغل، اللغة الأمازيغية ضمنَ مشروع ترجمة غوغل عبرَ إضافة نوعين مِنَ الكتابة، بكتابة لاتينية ممزوجة بألفبائية صوتية دولية (مثلَ ɣ) وَلاتنية موسعة إضافية (مثل ḥ) ضمنَ الترميز الموحد يونيكود (خط لاتني يونيكود)، بالإضافة إلى تيفيناغ.

## المصطلح

### بربر
تم استخدام مصطلح «بربر» بأوروبا منذ القرون الوسطى ولا يزال يستخدم حتى الآن، وأول من استخدم هذا المصطلح قديما هم الإغريق ليصفوا به كل الشعوب التي لا تنتمي إليهم بما في ذلك المصريين والميديين والأمازيغ والفينيقيين وغيرهم.
كما استخدم الرومان مصطلح «بربر» للشعب غير المتحضر، وأصبح مصطلحا مشترك للإشارة إلى جميع الأجانب، بما في ذلك الشعوب الجرمانية والفرس والغال والفينيقيين والأمازيغ.
أثناء الفتح الأسلامي لبلاد المغرب وجد العرب أعدائهم البيزنطيين يصفون الأمازيغ بمصطلح بربر فاحتفظوا به واستخدموه للإشارة لهذا الشعب الذي يستوطن شمال أفريقيا.

### أمازيغ
لكن الاسم الذي يعرف الأمازيغ به أنفسهم عبر التاريخ هو «أمازيغ». ومن الناحية اللغوية، هذا الجذر (M-Z-Ɣ) باللغة الأمازيغية يعني «الرجل الحر»، «الرجل النبيل» وكان الحسن الوزان أول من ذكر شرح لهذا المصطلح. ويطلق مصطلح «تمازيغت» حاليا على وجه التحديد إلى لهجة الأطلس المتوسط.
تم استخدام مصطلح الأمازيغية بأشكال مختلفة من قبل العديد من المجموعات البربرية للإشارة إلى اللغة التي يتحدثون بها، بما في ذلك الأطلس المتوسط، الريف، السند في تونس والطوارق والمشواش. ومع ذلك، استخدمت باقي المجموعات مصطلحات أخرى؛ على سبيل المثال، دعا بعض السكان البربر في المغرب لغتهم بي تاشلحيت أو مصمودية و بعض أمازيغ في الجزائر يصفو لغتهم تزناتيت أوالزناتية، في حين أن القبائل أطلقوا عليها اسم تقبايليت.
- في المغرب، متحدثين كل منطقة أمازيغية يسمون لغتهم تامازيغت[14]، تاريفيت أو تاشلحيت هي كلمات مستحدثة للتفريق بين اللغة المحلية والأمازيغية بمعناها العام.[15]
- في اللغات الطارقية، /z/ الأمازيغية الشمالية يتحوّل إلى:[16]
  - /h/ في لغة تماهق، أمازيغ => أماهغ.
  - /ʒ/ في لغة تايرت، أمازيغ => أماجغ.
  - /ʃ/ في لغة تمشاق، أمازيغ => أماشغ.
- في الجزائر بدأ استحداث مصطلح أمازيغ في سنوات 1945/1950 من خلال الأغنية الأمازيغية القومية التي تطورت في إطار الحركة الوطنية الجزائرية ضد الاستعمار.[17]

## أصل اللغات الأمازيغية

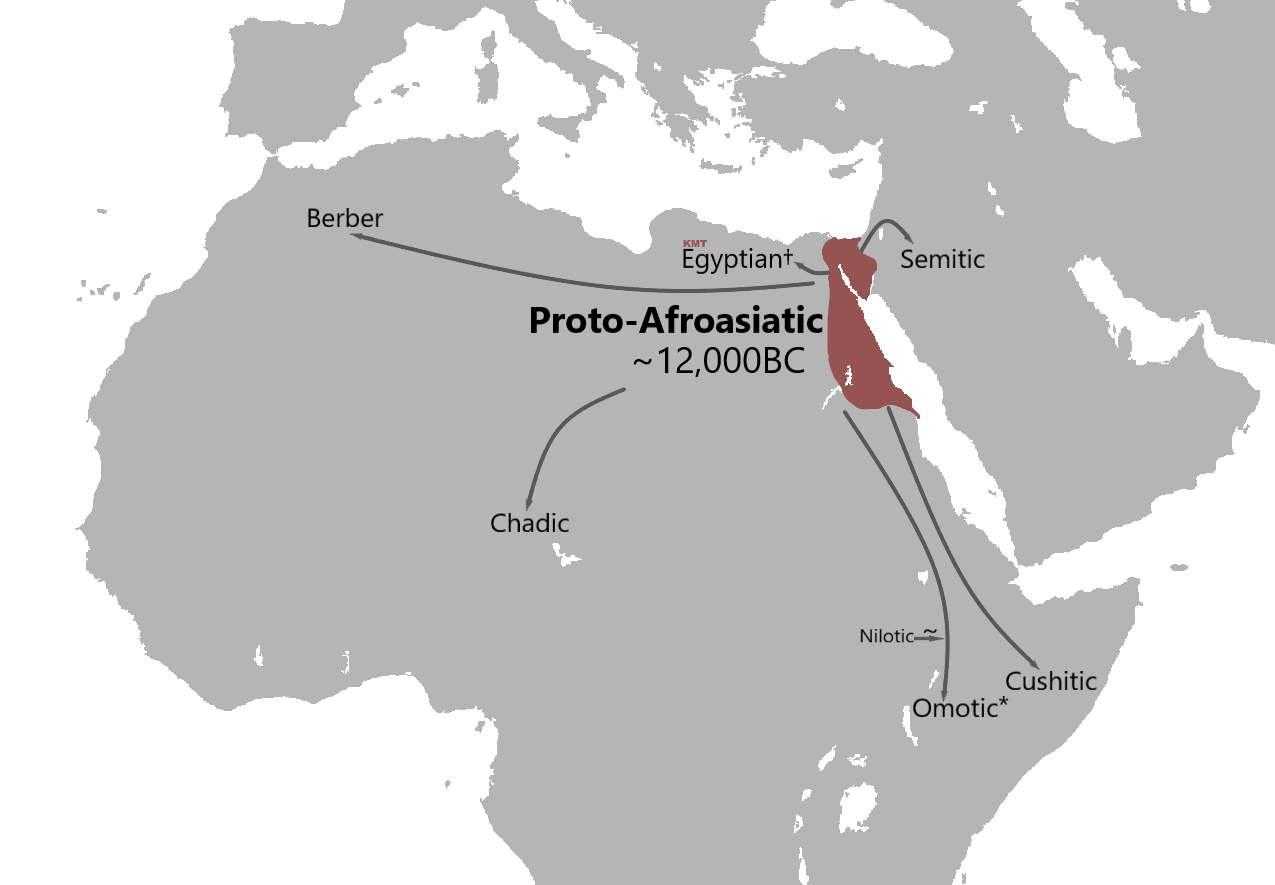
خريطة توضح توسع اللغات الآفروأسيوية من موطنها الأصلي المحتمل أثيوبيا قبل الميلاد ثم تشكيل اللغات الأمازيغية.

اللغات الأمازيغية هي إحدى فروع المجتمع و أسرة اللغات الأفروآسيوية ، الفرع الأمازيغي والفروع الخمسة الأخرى (المصرية والكوشية والسامية والتشادية والأوموتية) نشأت في شمال أفريقيا وشمال شرق أفريقيا. كان انشقاق الأمازيغية من اللغات الأفريقية الآسيوية الأخرى قديما جدا: 10,000 ~ 9,000 سنة قبل وقتنا.
يعتقد أن عددًا من السكان المنقرضين تحدثوا اللغات الأفرواسيوية بفرعها الأمازيغي. وفقا لبيتر بيرنز وماريان بيهاوس جيرست، تشير الأدلة اللغوية إلى أن شعوب ثقافة المجموعة الثالثة (ثقافة أثرية وجدت في النوبة السفلى ويعود تاريخها إلى حوالي 2400 قبل الميلاد) كانوا يتحدثون اللغة الأمازيغية. تحتوي اللغات النيلية الصحراوية اليوم على عدد من الكلمات المستعارة من أصل أمازيغي ، بما في ذلك مصطلحات متعلقة بالرعي والمياه . وهذا يشير بدوره إلى أن سكان ثقافة المجموعة الثالثة -C إلى جانب ثقافة كرمة الذين يستوطنون وادي النيل مباشرة قبل وصول المتحدثين النوبيين الأوائل - كانوا يتحدثون اللغات الأفرو آسيوية بفرعها الامازيغي.
اقترح روجر بلنش أن المتحدثين بالأمازيغية البدائية كانوا متكتلين بضفاف نهر النيل و قد توسعوا بشمال إفريقيا منذ 5000 عامًا بسبب انتشار الرعي و البحث عن مواطن جديدة بعيدا عن هذا التكثل، وقد عرفت اللغة الامازيغية انتشار مكثف بافريقيا الشمالية منذ أكثر من 2000 عام تقريبًا.
بالرغم من أن الأمازيغية قد انفصلت عن الأفروآسيوية منذ عدة آلاف السنين، إلا أنه لا يمكن إعادة بناء اللغة الأمازيغية إلا لفترة زمنية جد حديثة: 200 بعد الميلاد. وهذا ما يفسر انخفاض التنوع الداخلي في اللهجات الأمازيغية الحديثة.

## تصنيف اللغات الأمازيغية
| أمازيغية غربية: آزناك أمازيغية شمالية: لغات الأطلس لغات زناتية قبائلية | طارقية: لغات طارقية أمازيغية شرقية: تاسيويت |

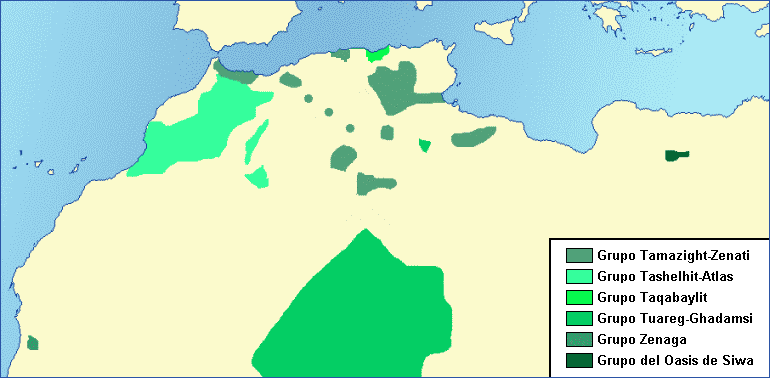
اللغات الأمازيغية الحديثة:أمازيغية غربية:
آزناكأمازيغية شمالية:
لغات الأطلس
لغات زناتية
قبائليةطارقية:
لغات طارقيةأمازيغية شرقية:
تاسيويت

بالرغم من وجود عدة تصنيفات مختلفة للغات الأمازيغية عند اللغويين الا انها جد متقاربة وهذا ماجعلها معقدة، ومع ذالك فإن الصعوبة الأساسية في التصنيف الفرعي تكمن في اللغات الأمازيغية الشرقية، حيث لا يوجد اتفاق يذكر. :
1. لغات أمازيغية شرقية

1. أمازيغية شمالية
  1. لغات زناتية
  2. قبائلية
  3. لغات الأطلس
2. أمازيغية غربية
3. لغات طارقية

أما بالنسبة للاختلاف في التصنيف عند اللغويين فهو يشمل موضوعين:
- وضع الأمازيغية الشرقية.
- عدد اللغات واللهجات في كل تصنيف عائلي.

## الكتابة الأمازيغية

### استعمال تيفيناغ عند الأمازيغ

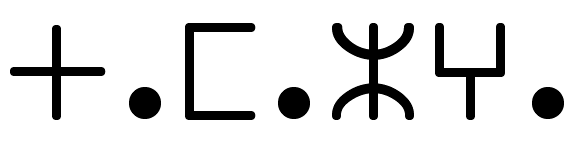
بعض حروف من تيفيناغ

لقد تعطلت الكتابة بأبجدية تيفيناغ في معظم شمال أفريقيا بعد أن اختار الأمازيغ طوعا أو كرها الخط اللاتيني، غير أن الأمازيغ المسمون بالطوارق حافظوا على هذه الكتابة.
تيفيناغ القديم هو كتابة صامتة شأنها شأن الفينيقية القديمة و العبرية والعربية، غير أن اختيار المعهد الملكي للثقافة الأمازيغية بالمغرب لهذا الخط جعله يحظى باهتمام العديد من الباحثين الناشطين في الحقل الأمازيغي، وذلك لتطويره وجعله قادرا على مسايرة العصر، وبالفعل فقد خرج المعهد بكتابة تيفيناغ عصرية حاول استيعاب مجمل الحروف التي تستعملها مختلف اللهجات، ولقد نال تيفيناغ اعتراف المنظمة الدولية للمعايير ، ويبدو أن هذا المجهود كان على مستوى دولي، إذ ساهم فيه المغاربة والجزائريون و الليبيون والماليون والكنديون.
حافظ الأمازيغ الطوارق الصحراويون على كتابة تيفيناغ بينما فقده أمازيغيي الشمال. واستخدم الطوارق تيفيناغ كنظام تدوين الرسائل وكأداة زينة وتجميل. تظهر حروف تيفيناغ مزينة للزرابي الأمازيغية التي ذاع صيتها، كما أنه كتابة تزين حلي الأمازيغ إلى يومنا هذا عند الطوارق، وهو جزء من الأشكال الزخرفية للحناء كما يبدو في صفحة الإشهار للإذاعة المغربية أ.ت.م.، وحتى في الوشم عند الأمازيغ.
بعد أن تم توحيد خط تيفيناغ للأمازيغية. ازدهرت الخطوط الأمازيغية لتظهر مئات الخطوط المتنوعة، كما ساهم كل من المعهد الملكي للثقافة الأمازيغية ومؤسسة تاوالت الثقافية في تطوير العديد من الخطوط.

### كتابة الأمازيغية بالحرف العربي

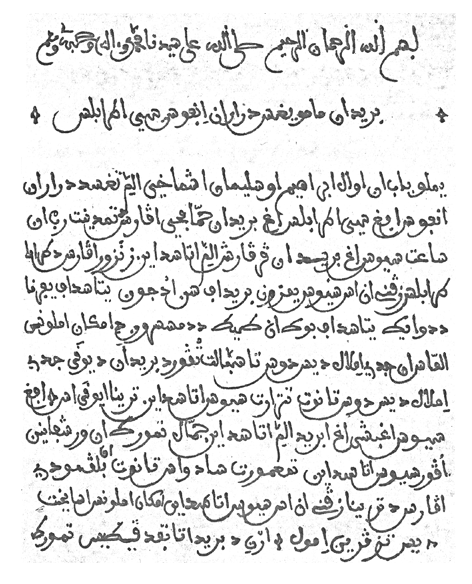
وثيقة بالنافوسية - ليبيا

وينتشر استخدام الحرف العربي في لغة بني مزاب (اللغة الميزابية) وعدة لهجات أمازيغية أخرى. وتوجد عدة مخطوطات امازيغية كتبت بالحرف العربي من المغرب والجزائر وليبيا تعود لقرون مضت .

### كتابة الأمازيغية بالحرف اللاتيني

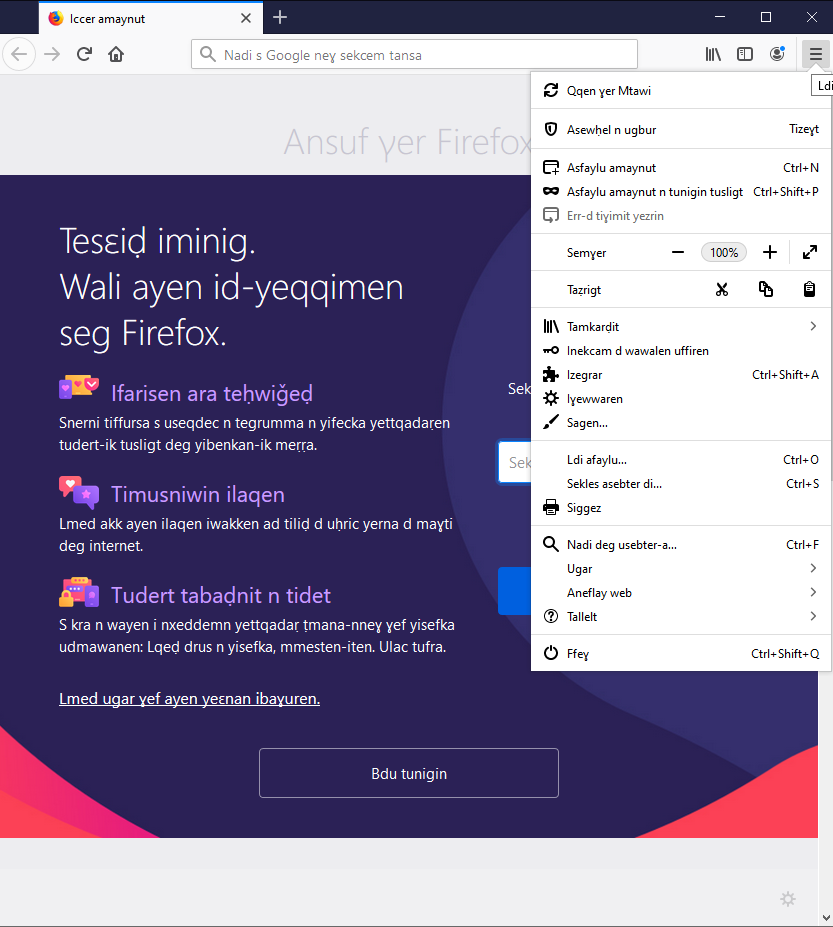
فايرفوكس بالقبائلية

أول استخدام للحروف اللاتينية لكتابة الأمازيغية يعود إلى بداية الوجود الاستعماري الفرنسي والإيطالي، حيث أُلفت قواميس موجهة للإدارة والتجار وأفراد الجيش الاستعماري. كانت هاته القواميس غير دقيقة: تتبع قواعد الإملاء الفرنسية و الترتيب الأبجدي. مع وصول اللغويين المتخصصين في اللغات السامية، ظهر نظام كتابة جديد يستند إلى رومنة السامية: أصبح كل صوت يقابله حرف و غُير ترتيب القاموس من الترتيب الأبجدي إلى ترتيب مبني على الجذور. الأبجدية اللاتينية فرضت نفسها وهي الآن معتمدة من قبل جميع اللغويين المتخصصين في الأمازيغية وبدرجة أقل في المملكة المغربية.
اختلفت معايير الكتابة منذ القرن التاسع عشر، بعضها ذو توجه صوتي، الآخر ذو توجه فونولوجي والبعض الآخر هجين. اقتُرح هذا الاخير من طرف المعهد الفرنسي للغات الإنالكو، وقد تم اعتماده من قبل المحافظة السامية للأمازيغية في الجزائر والمعهد الملكي للثقافة الأمازيغية في المغرب (لكن بالنيو تيفيناغ). اما بالنسبة لللغات الطارقية فإنها تستخدم النسخ ذو التوجه الصوتي في المالي و النيجر.

## الانتشار
تتفرع اللغات الامازيغية اليوم لعدة مجموعات فرعية موزعة بشكل منفصل في شمال أفريقيا، بعضها بارز أكثر من غيره ويحمل اسماً إثنياً خاصاً به.

### المغرب
ينص الدستور المغربي لعام 2011 على أن نظام الحكم في المغرب، نظام ملكية دستورية، ديمقراطية برلمانية واجتماعية، وأن النظام الدستوري للمملكة يقوم على أساس فصل السلط وتوازنها وتعاونها، كما يقوم على الديمقراطية المواطنة والتشاركية، وعلى مبادئ الحكامة الجيدة، وقد جُعل  الاختيار الديمقراطي من الثوابت، حيث جاء في الفصل الأول من الدستورعلى أن الأمة تستند في حياتها العامة على ثوابت جامعة تشكل هويتها، تتمثل في الدين الإسلامي السمح، والوحدة الوطنية متعددة الروافد، كاللغة العربية، والأمازيغية، والصحراوية الحسانية، وغيرها الغنية بروافدها. 
وقد جاء في الفصل الخامس من الدستور، أن اللغة العربية تظل اللغة الرسمية للدولة. حيث تعمل الدولة على حمايتها وتطويرها، وتنمية استعمالها. كما تعتبر الأمازيغية أيضا لغة رسمية للدولة، باعتبارها رصيدا مشتركا لجميع المغاربة بدون استثناء.
أصدر الديوان الملكي يوم الأربعاء 3 ماي من سنة 2023، بلاغا يفيد فيه بإقرار رأس السنة الأمازيغية كعطلة رسمية مؤدى عنها في المغرب، على غرار فاتح محرم من السنة الهجرية  ورأس السنة الميلادية. وباعتبارها مكونا رئيسيا للهوية المغربية الغنية بتعدد روافدها، ورصيدا مشتركا لجميع المغاربة بدون استثناء. كما يندرج في إطار التكريس الدستوري للأمازيغية كلغة رسمية للبلاد إلى جانب اللغة العربية. وقد أصدر الملك محمد السادس تعليمالته إلى رئيس الحكومة قصد اتخاذ الإجراءات اللازمة من أجل تفعيل هذا القرار الملكي.
يشكل الناطقين بالامازيغية بالمغرب حوالي 27% من اجمالي عدد سكان البلاد بحسب إحصائيات المندوبية السامية للتخطيط لسنة 2014 ، ويمكن تقسيمهم لتلات مجموعات :
- المنطقة الشمالية : 1- لهجة الريف (الناظور ، الدريوش ، الحسيمة ، تازة ، كرسيف) . 2- لهجة الشرق (بركان ، وجدة ، جرادة ، تاوريرت). 3- لهجة صنهاجة (الحسيمة). 4- لهجة غمارة (شفشاون).
- المنطقة الوسطى : 1- لهجة الأطلس المتوسط ( خنيفرة ، أزيلال ، بني ملال ، الخميسات ]( تيفلت ، افران ، الحاجب ، مكناس ، صفرو ، بولمان ). 2- لهجة الاطلس المتوسط الشرقي (تازة ، صفرو ، بولمان ، فكيك ، الراشيدية ، ميدلت). 3- لهجة اسامر ( ميدلت، الراشيدية، تنغير، زاكورة ). 4- لهجة الواحات(فكيك).
- المنطقة الجنوبية : 1- لهجة سوس (أكادير إداوتانان ، إنزكان أيت ملول ، تيزنيت ، تارودانت ، شتوكة أيت باها، طاطا) . 2- لهجة الاطلس الكبير (الحوز، مراكش، شيشاوة ، ورزازات ، زاكورة ، تارودانت) . 3- لهجة الصحراء (سيدي إفني ، كلميم ، طاطا، طانطان) 4- لهجة إحاحان (الصويرة).

### الجزائر
يشكل الناطقين بالامازيغية بالجزائر حوالي 21% من اجمالي عدد سكان البلاد ، ويمكن تقسيمهم لمجموعتين :
- المنطقة الشمالية : 1- لهجة القبائل (بجاية ، تيزي وزو ، البويرة ، بومدراس، جيجل، سطيف ، برج بوعريريج ). 2- لهجة الشاوية (باتنة ، خنشلة ، تبسة ، سوق الأهراس ، أم البواقي) . 3- لهجة شناوة (تيبازة، عين الدفلى ، المدية ، الشلف). 4- لهجة البليدة (البليدة). 5- لهجة بني سنوس (تلمسان).
- المنطقة الجنوبية: 1- لهجة مزاب (غرداية). 2- لهجة قورارة (أدرار). 3- لهجة الواحات ( النعامة ، بشار ، البيض). ويوجد الطوارق (التارڨية)  في الصحراء الكبرى.

### تونس وليبيا و مصر
في تونس ولبيبا يتحدث بالامازيغية نسبة قليلة فقط من السكان بحيث لا توجد أي احصائية حولهم اما في مصر فنجد بعض الواحات في الصحراء العربية فقط من تتحدث بالامازيغية ونذكر لهجاتهم :
- لهجة مطماطة (قابس).
- لهجة جربة (مدنين).
- لهجة تيطاوين (تيطاوين).
- لهجة زوارة ( النقاط الخمس).
- لهجة غدامس (نالوت).
- لهجة نفوسة (الجبل الاخضر ، نالوت).
- لهجة أوجلية (الواحات).
- لهجة سيوة (مرسى مطروح).

### الصحراء الكبرى
تنتشر اللغة الامازيغية بشكل كبير في الصحراء الكبرى ة يمكن القول ان أهم عنصر امازيغية يستوطن هذه المساحة الشاسعة هم الطوارق:
- لهجة الطوارق 1- تماهق ( تمنراست ، ورقلة ، ادرار ، غات ، مرزق ، وادي الحياة ، وادي الشاطئ ، أغاديس). 2- تمشاق ( تمبكتو ، جاو ، كيدال ، الساحل ، الشمال ، مركز الشمال ). 3- تايرت (أغاديس). 4-تاولميت (تيلابيري، طاوة ، جاو ، أغاديس).
- لهجة غربية 1- ازناك (ترارزة ، البراكنة ، سانت لويس). 2- تتسرت (طاوة).

## النطق

### المصوتات
|                                                                       | خلفي                                                                        | شبه خلفي                                                                    | مركزي                                                                       | شبه أمامي                                                                   | أمامي                                                                       |
| مغلق                                                                  | \| i•y ɨ•ʉ ɯ•u ɪ•ʏ ɪ̈•ʊ̈ ʊ e•ø ɘ•ɵ ɤ•o ə ɤ̞•o̞ e̞•ø̞ ɛ•œ ɜ•ɞ ʌ•ɔ æ ɐ a•ɶ ä ɑ•ɒ \| | \| i•y ɨ•ʉ ɯ•u ɪ•ʏ ɪ̈•ʊ̈ ʊ e•ø ɘ•ɵ ɤ•o ə ɤ̞•o̞ e̞•ø̞ ɛ•œ ɜ•ɞ ʌ•ɔ æ ɐ a•ɶ ä ɑ•ɒ \| | \| i•y ɨ•ʉ ɯ•u ɪ•ʏ ɪ̈•ʊ̈ ʊ e•ø ɘ•ɵ ɤ•o ə ɤ̞•o̞ e̞•ø̞ ɛ•œ ɜ•ɞ ʌ•ɔ æ ɐ a•ɶ ä ɑ•ɒ \| | \| i•y ɨ•ʉ ɯ•u ɪ•ʏ ɪ̈•ʊ̈ ʊ e•ø ɘ•ɵ ɤ•o ə ɤ̞•o̞ e̞•ø̞ ɛ•œ ɜ•ɞ ʌ•ɔ æ ɐ a•ɶ ä ɑ•ɒ \| | \| i•y ɨ•ʉ ɯ•u ɪ•ʏ ɪ̈•ʊ̈ ʊ e•ø ɘ•ɵ ɤ•o ə ɤ̞•o̞ e̞•ø̞ ɛ•œ ɜ•ɞ ʌ•ɔ æ ɐ a•ɶ ä ɑ•ɒ \| |
| شبه مغلق                                                              | \| i•y ɨ•ʉ ɯ•u ɪ•ʏ ɪ̈•ʊ̈ ʊ e•ø ɘ•ɵ ɤ•o ə ɤ̞•o̞ e̞•ø̞ ɛ•œ ɜ•ɞ ʌ•ɔ æ ɐ a•ɶ ä ɑ•ɒ \| | \| i•y ɨ•ʉ ɯ•u ɪ•ʏ ɪ̈•ʊ̈ ʊ e•ø ɘ•ɵ ɤ•o ə ɤ̞•o̞ e̞•ø̞ ɛ•œ ɜ•ɞ ʌ•ɔ æ ɐ a•ɶ ä ɑ•ɒ \| | \| i•y ɨ•ʉ ɯ•u ɪ•ʏ ɪ̈•ʊ̈ ʊ e•ø ɘ•ɵ ɤ•o ə ɤ̞•o̞ e̞•ø̞ ɛ•œ ɜ•ɞ ʌ•ɔ æ ɐ a•ɶ ä ɑ•ɒ \| | \| i•y ɨ•ʉ ɯ•u ɪ•ʏ ɪ̈•ʊ̈ ʊ e•ø ɘ•ɵ ɤ•o ə ɤ̞•o̞ e̞•ø̞ ɛ•œ ɜ•ɞ ʌ•ɔ æ ɐ a•ɶ ä ɑ•ɒ \| | \| i•y ɨ•ʉ ɯ•u ɪ•ʏ ɪ̈•ʊ̈ ʊ e•ø ɘ•ɵ ɤ•o ə ɤ̞•o̞ e̞•ø̞ ɛ•œ ɜ•ɞ ʌ•ɔ æ ɐ a•ɶ ä ɑ•ɒ \| |
| متوسط مغلق                                                            | \| i•y ɨ•ʉ ɯ•u ɪ•ʏ ɪ̈•ʊ̈ ʊ e•ø ɘ•ɵ ɤ•o ə ɤ̞•o̞ e̞•ø̞ ɛ•œ ɜ•ɞ ʌ•ɔ æ ɐ a•ɶ ä ɑ•ɒ \| | \| i•y ɨ•ʉ ɯ•u ɪ•ʏ ɪ̈•ʊ̈ ʊ e•ø ɘ•ɵ ɤ•o ə ɤ̞•o̞ e̞•ø̞ ɛ•œ ɜ•ɞ ʌ•ɔ æ ɐ a•ɶ ä ɑ•ɒ \| | \| i•y ɨ•ʉ ɯ•u ɪ•ʏ ɪ̈•ʊ̈ ʊ e•ø ɘ•ɵ ɤ•o ə ɤ̞•o̞ e̞•ø̞ ɛ•œ ɜ•ɞ ʌ•ɔ æ ɐ a•ɶ ä ɑ•ɒ \| | \| i•y ɨ•ʉ ɯ•u ɪ•ʏ ɪ̈•ʊ̈ ʊ e•ø ɘ•ɵ ɤ•o ə ɤ̞•o̞ e̞•ø̞ ɛ•œ ɜ•ɞ ʌ•ɔ æ ɐ a•ɶ ä ɑ•ɒ \| | \| i•y ɨ•ʉ ɯ•u ɪ•ʏ ɪ̈•ʊ̈ ʊ e•ø ɘ•ɵ ɤ•o ə ɤ̞•o̞ e̞•ø̞ ɛ•œ ɜ•ɞ ʌ•ɔ æ ɐ a•ɶ ä ɑ•ɒ \| |
| متوسط                                                                 | \| i•y ɨ•ʉ ɯ•u ɪ•ʏ ɪ̈•ʊ̈ ʊ e•ø ɘ•ɵ ɤ•o ə ɤ̞•o̞ e̞•ø̞ ɛ•œ ɜ•ɞ ʌ•ɔ æ ɐ a•ɶ ä ɑ•ɒ \| | \| i•y ɨ•ʉ ɯ•u ɪ•ʏ ɪ̈•ʊ̈ ʊ e•ø ɘ•ɵ ɤ•o ə ɤ̞•o̞ e̞•ø̞ ɛ•œ ɜ•ɞ ʌ•ɔ æ ɐ a•ɶ ä ɑ•ɒ \| | \| i•y ɨ•ʉ ɯ•u ɪ•ʏ ɪ̈•ʊ̈ ʊ e•ø ɘ•ɵ ɤ•o ə ɤ̞•o̞ e̞•ø̞ ɛ•œ ɜ•ɞ ʌ•ɔ æ ɐ a•ɶ ä ɑ•ɒ \| | \| i•y ɨ•ʉ ɯ•u ɪ•ʏ ɪ̈•ʊ̈ ʊ e•ø ɘ•ɵ ɤ•o ə ɤ̞•o̞ e̞•ø̞ ɛ•œ ɜ•ɞ ʌ•ɔ æ ɐ a•ɶ ä ɑ•ɒ \| | \| i•y ɨ•ʉ ɯ•u ɪ•ʏ ɪ̈•ʊ̈ ʊ e•ø ɘ•ɵ ɤ•o ə ɤ̞•o̞ e̞•ø̞ ɛ•œ ɜ•ɞ ʌ•ɔ æ ɐ a•ɶ ä ɑ•ɒ \| |
| متوسط مفتوح                                                           | \| i•y ɨ•ʉ ɯ•u ɪ•ʏ ɪ̈•ʊ̈ ʊ e•ø ɘ•ɵ ɤ•o ə ɤ̞•o̞ e̞•ø̞ ɛ•œ ɜ•ɞ ʌ•ɔ æ ɐ a•ɶ ä ɑ•ɒ \| | \| i•y ɨ•ʉ ɯ•u ɪ•ʏ ɪ̈•ʊ̈ ʊ e•ø ɘ•ɵ ɤ•o ə ɤ̞•o̞ e̞•ø̞ ɛ•œ ɜ•ɞ ʌ•ɔ æ ɐ a•ɶ ä ɑ•ɒ \| | \| i•y ɨ•ʉ ɯ•u ɪ•ʏ ɪ̈•ʊ̈ ʊ e•ø ɘ•ɵ ɤ•o ə ɤ̞•o̞ e̞•ø̞ ɛ•œ ɜ•ɞ ʌ•ɔ æ ɐ a•ɶ ä ɑ•ɒ \| | \| i•y ɨ•ʉ ɯ•u ɪ•ʏ ɪ̈•ʊ̈ ʊ e•ø ɘ•ɵ ɤ•o ə ɤ̞•o̞ e̞•ø̞ ɛ•œ ɜ•ɞ ʌ•ɔ æ ɐ a•ɶ ä ɑ•ɒ \| | \| i•y ɨ•ʉ ɯ•u ɪ•ʏ ɪ̈•ʊ̈ ʊ e•ø ɘ•ɵ ɤ•o ə ɤ̞•o̞ e̞•ø̞ ɛ•œ ɜ•ɞ ʌ•ɔ æ ɐ a•ɶ ä ɑ•ɒ \| |
| شبه مفتوح                                                             | \| i•y ɨ•ʉ ɯ•u ɪ•ʏ ɪ̈•ʊ̈ ʊ e•ø ɘ•ɵ ɤ•o ə ɤ̞•o̞ e̞•ø̞ ɛ•œ ɜ•ɞ ʌ•ɔ æ ɐ a•ɶ ä ɑ•ɒ \| | \| i•y ɨ•ʉ ɯ•u ɪ•ʏ ɪ̈•ʊ̈ ʊ e•ø ɘ•ɵ ɤ•o ə ɤ̞•o̞ e̞•ø̞ ɛ•œ ɜ•ɞ ʌ•ɔ æ ɐ a•ɶ ä ɑ•ɒ \| | \| i•y ɨ•ʉ ɯ•u ɪ•ʏ ɪ̈•ʊ̈ ʊ e•ø ɘ•ɵ ɤ•o ə ɤ̞•o̞ e̞•ø̞ ɛ•œ ɜ•ɞ ʌ•ɔ æ ɐ a•ɶ ä ɑ•ɒ \| | \| i•y ɨ•ʉ ɯ•u ɪ•ʏ ɪ̈•ʊ̈ ʊ e•ø ɘ•ɵ ɤ•o ə ɤ̞•o̞ e̞•ø̞ ɛ•œ ɜ•ɞ ʌ•ɔ æ ɐ a•ɶ ä ɑ•ɒ \| | \| i•y ɨ•ʉ ɯ•u ɪ•ʏ ɪ̈•ʊ̈ ʊ e•ø ɘ•ɵ ɤ•o ə ɤ̞•o̞ e̞•ø̞ ɛ•œ ɜ•ɞ ʌ•ɔ æ ɐ a•ɶ ä ɑ•ɒ \| |
| مفتوح                                                                 | \| i•y ɨ•ʉ ɯ•u ɪ•ʏ ɪ̈•ʊ̈ ʊ e•ø ɘ•ɵ ɤ•o ə ɤ̞•o̞ e̞•ø̞ ɛ•œ ɜ•ɞ ʌ•ɔ æ ɐ a•ɶ ä ɑ•ɒ \| | \| i•y ɨ•ʉ ɯ•u ɪ•ʏ ɪ̈•ʊ̈ ʊ e•ø ɘ•ɵ ɤ•o ə ɤ̞•o̞ e̞•ø̞ ɛ•œ ɜ•ɞ ʌ•ɔ æ ɐ a•ɶ ä ɑ•ɒ \| | \| i•y ɨ•ʉ ɯ•u ɪ•ʏ ɪ̈•ʊ̈ ʊ e•ø ɘ•ɵ ɤ•o ə ɤ̞•o̞ e̞•ø̞ ɛ•œ ɜ•ɞ ʌ•ɔ æ ɐ a•ɶ ä ɑ•ɒ \| | \| i•y ɨ•ʉ ɯ•u ɪ•ʏ ɪ̈•ʊ̈ ʊ e•ø ɘ•ɵ ɤ•o ə ɤ̞•o̞ e̞•ø̞ ɛ•œ ɜ•ɞ ʌ•ɔ æ ɐ a•ɶ ä ɑ•ɒ \| | \| i•y ɨ•ʉ ɯ•u ɪ•ʏ ɪ̈•ʊ̈ ʊ e•ø ɘ•ɵ ɤ•o ə ɤ̞•o̞ e̞•ø̞ ɛ•œ ɜ•ɞ ʌ•ɔ æ ɐ a•ɶ ä ɑ•ɒ \| |
| i•y ɨ•ʉ ɯ•u ɪ•ʏ ɪ̈•ʊ̈ ʊ e•ø ɘ•ɵ ɤ•o ə ɤ̞•o̞ e̞•ø̞ ɛ•œ ɜ•ɞ ʌ•ɔ æ ɐ a•ɶ ä ɑ•ɒ |                                                                             |                                                                             |                                                                             |                                                                             |                                                                             |

في اللغة الامازيغية يتم استخدام حروف
- مصوت أمامي مغلق غير مدور i .
- مصوت شبه خلفي شبه مغلق ʊ .
- مصوت مركزي متوسط ə .
- مصوت أمامي شبه مفتوح غير مدور æ .

|            | مصوت خلفي | مصوت مركزي | مصوت أمامي |
| ---------- | --------- | ---------- | ---------- |
| مصوت مغلق  | ʊ         |            | i          |
| مصوت متوسط |           | ə          |            |
| مصوت مفتوح |           |            | æ          |

### الصوامت
|           |          | الشفوية | الشفوية | الأسنانية | الأسنانية | اللثوية | اللثوية | اللثوية | الغارية | الطبقية | اللهوية | اللهوية | الحلقية | الحنجرية |
| البسيط    | الشفوي   | البسيط  | المشدد  | البسيط    | الحلقي    | المشدد  | البسيط  | الشفوي  | الغارية | الطبقية |         |         | الحلقية | الحنجرية |
| --------- | -------- | ------- | ------- | --------- | --------- | ------- | ------- | ------- | ------- | ------- | ------- | ------- | ------- | -------- |
| الأنفي    | الأنفي   | m       |         |           |           | n       |         |         |         |         |         |         |         |          |
| الانفجاري | المهموس  |         |         |           |           | t       |         | tˤ      | t͡ʃ      | k       | q       | qʷ      |         |          |
| الانفجاري | المجهور  | b       | bʷ      |           |           | d       |         |         | d͡ʒ      | ɡ       |         |         |         |          |
| الاحتكاكي | المهموس  | f       |         | θ         |           | s       |         | sˤ      | ʃ       |         | χ       |         | ħ       | h        |
| الاحتكاكي | المجهور  | β       |         | ð         | ðˤ        | z       |         | zˤ      | ʒ       | ɣ       |         |         | ʕ       |          |
| التقريبي  | التقريبي |         |         |           |           | l       | ɫ       |         | j       | w       |         |         |         |          |
| الزغردي   | الزغردي  |         |         |           |           | r       |         | rˤ      |         |         |         |         |         |          |

## التأثير

### تأثير الأمازيغية على اللهجات المغاربية
شاركت الأمازيغية في نشأة اللهجات العربية بشمال افريقيا من حيث معجمها بالأخص، وتعد هذه اللهجات نتيجة تأثير الامازيغية على العربية . فيمكن القول ان الدراجة لهجة سداها أمازيغي ولحمتها عربية، فتكوين الجمل يبدوا امازيغي أكثر من ماهو عربي بينما المعجم فهو عربي أكثر من ماهو أمازيغي.

### تأثير العربية على اللغات الأمازيغية
نظرا لطول مدة الأحتكاك بين اللغة الأمازيغية و اللغة العربية ، فقد اقتبست الامازيغية من العربية اقتباسا مباشرا طوال قرون التعايش معها رصيدا معجمية صارت تتراوح نسبته في اللهجات الامازيغية بين 5 و 38 فالمئة.

## الأمازيغية في الواقع
وضع اللغات الأمازيغية في البلدان أين يتم التحدث بها يتغير حسب البلد، هناك من يعترف بها كلغة رسمية أو وطنية وهناك من لا يعترف بها:
- تماشق: اعترف بها كلغة وطنية في مالي سنة 1982.
- تاولميت: اعترف به كلغة وطنية في النيجر سنة 1999.
- أمازيغية معيارية جزائرية: اعترف بها كلغة وطنية في الجزائر سنة 2002 ثم كلغة رسمية في 2016.
- أمازيغية معيارية مغربية: اعترف بها كلغة رسمية في المغرب سنة 2011.

ولقد بدأ العمل على معيرة اللغة الأمازيغية حتى يصطلح الناطقون على لغة موحدة في إطار الاعتراف الرسمي باللغة الأمازيغية الذي يطالب به الأمازيغ في تونس وليبيا.
هناك حركة ثقافية وسياسية بين المتحدثين باللغات الامازيغية لتطويرها وتوحيدها تحت لغة معيارية مكتوبة تسمى Tamaziɣt . الاسم Tamaziɣt هو الاسم الأصلي الحالي للغة الأمازيغية في منطقتي الأطلس المتوسط والريف المغربي ومنطقة الزوارة الليبية. هناك أدلة تاريخية من مخطوطات بربرية من القرون الوسطى على أن جميع سكان شمال إفريقيا الأصليين من ليبيا إلى المغرب أطلقوا في وقت ما على لغتهم اسم Tamaziɣt. يتم استخدام الاسم حاليًا بشكل متزايد من قبل الأمازيغ المتعلمين للإشارة إلى اللغة الأمازيغية المكتوبة، وحتى البربرية ككل بما في ذلك الطوارق.

## التعليم
في الجزائر، تم إضفاء الطابع المؤسساتي لتدريس الأمازيغية في وقت مبكر جدا، ابتداء من الثمانينيات من القرن 19 (1880)، في المدرسة العليا للآداب والتي أصبحت كلية الآداب بالجزائر العاصمة سنة 1909، كما في المدرسة العادية لبوزريعة بمرتفعات الجزائر العاصمة. في لقبايل تم خلق شهادة اللغة سنة 1885، ودبلوم اللهجات الأمازيغية سنة  1887.
كان تعليم الأمازيغية ساريا به العمل في الفترة الاستعمارية في البلدان الأمازيغية كالمغرب والجزائر قبل أن يتم تعطيله فور حصول البلدان على استقلالها، حيث تبنت أنظمتها القومية العربية، فأصبح تعليم الأمازيغية حتى على مستوى الجامعة ينظر إليه كتهديد للوحدة والهوية الوطنية، فالإبقاء على تعليم الأمازيغية كان بإمكانه أن يكون بمثابة اعتراف بواقع وحقيقة البلدان الأمازيغية، والتي كانت الإيديولوجية والسياسات الرسمية. أدى هذا إلى غياب شبه تام لأي تكوين أمازيغي في المغرب والجزائر، لكن هذا لم يمنع العديد من المغاربيين من الحصول على تكوينات أمازيغية في بلدان المهجر كفرنسا وإنجلترا والولايات المتحدة. وتجذر الإشارة إلى بعض الاستثناءات الواضحة لهذا التضييق، كالترخيص للدكتور مولود معمري بإلقاء درس عن الأمازيغية بكلية الحقوق بالجزائر العاصمة.
ابتداء من سنة 1980، نظمت تجارب عديدة للتعليم الحر للأمازيغية في منطقة لقبايل (جامعة تيزي وزو) وفي الجزائر العاصمة.
في نفس الفترة بالمغرب، تواجد العديد من اللسانيين ومتخصصين في الأدب ساهموا بإنجاز أبحاث في المجال الأمازيغي بالجامعات، سيؤدي - دون وجود تعليم مستقل للأمازيغية - إلى تمثيل أكثر انتظاما للمجال الأمازيغي في الندوات (ماجستير، دراسات عليا) في العديد من الجامعات المغربية بـ: الرباط وفاس أولا، ووجدة، وأكادير ومراكش وتطوان.

## التقويم الأمازيغي
يختلف التقويم الأمازيغي عن الميلادي، فرأس السنة الأمازيغية يصادف 13 يناير (12 يناير في بعض المناطق) من كل عام. وينطلق من طقوس مرافقة تتجسد في 4 أفكار رئيسية، وهي القضاء على الجوع، التنبؤ بالعام القادم، تعاقب دورات الطبيعة، استقبال القوى الخفية على الأرض.